# Luna Luna (Band)
Luna Luna war eine deutsche Musikgruppe aus Recklinghausen.
Frank Niggemann (Gesang), Stefan Kahé (Gitarre), Markus Schroer (Keyboard), Lambert Stallmeyer (Bass), Wolfgang Wolles Bahne (Trommeln) und Bettina Betti Hagemann (Geige) gründeten die Band 1989 in Recklinghausen. 1997 löste sich die Band auf.
Ein bekanntes Lied der Band ist Wenn ich tot bin (1997).

## Diskografie
- 1993: Es war einmal
  - 1993: Küss mich – Maxi-CD
  - 1993: Schwarze Rose – Maxi-CD
  - 1993: 60 Sekunden – Maxi-CD
- 1994: Rosa
  - 1994: Rosa – Maxi-CD
  - 1994: Rosa limited (Skip-track) – Maxi-CD
  - 1994: Sturmalarm – Maxi-CD
  - 1994: Gibt es noch Liebe (plus 2 Live-Tracks) – Maxi-CD
  - 1995: Sehnsucht (mit aufgeklebtem Heftpflaster) – Maxi-CD
- 1997: Supernova

- nicht veröffentlicht, doch quasi als Abschiedsgeschenk wurde ein Live-Album lange Zeit im Internet zum Herunterladen angeboten

## Belege
1. ↑  Chartquellen: DE